# Gallium-67
Gallium-67 of 67Ga is een radioactieve isotoop van gallium. De isotoop komt van nature niet op Aarde voor.
Gallium-67 ontstaat bij het radioactief verval van germanium-67.

## Radioactief verval
Gallium-67 vervalt door elektronenvangst tot de stabiele isotoop zink-67:
{\displaystyle {\ce {{^{67}_{31}Ga}+{e^{-}}->{^{67}_{30}Zn}+{\nu }_{e}}}}
De halveringstijd bedraagt 3,26 dagen.

## Toepassingen
Gallium-67 is een gammastraler en wordt gebruikt in de nucleaire geneeskunde als beeldvormer.
56Ga · 57Ga · 58Ga · 59Ga · 60Ga · 61Ga · 62Ga · 63Ga · 64Ga · 64mGa · 65Ga · 66Ga · 67Ga · 68Ga · 69Ga · 70Ga · 71Ga · 72Ga · 72mGa · 73Ga · 74Ga · 74mGa · 75Ga · 76Ga · 77Ga · 78Ga · 79Ga · 80Ga · 81Ga · 82Ga · 83Ga · 84Ga · 85Ga · 86Ga · 87Ga